# 1119
Cette page concerne l'année 1119  du calendrier julien.
L'année 1119 est une année commune qui commence un mercredi.

## Événements
- Hiver : campagne de Boleslas III Bouche-Torse, roi de Pologne, contre Swientopelk de Poméranie, révolté ; il le bat sur le Noteć, près de Naklo[1].

- 2 février[2] : l’archevêque de Vienne Gui de Bourgogne est élu pape à Cluny par les six cardinaux qui avaient accompagné Gélase II dans son exil. Ce choix est ratifié à Rome.
- 9 février : Il est couronné dans la cathédrale de Vienne sous le nom de Calixte II[3] (fin de pontificat en 1124).
  - Dans une lettre envoyé au pape Calixte II à l’occasion de son avènement, Louis VI, sans doute sur le conseil de Suger, se proclame roi de France et non plus roi des Francs[4].

- 25 février : en Espagne, prise de Tudèle aux Arabes par les Aragonais[5], par le roi Alphonse Ier d'Aragon, suivie de celle de Tarazona, Ágreda, Soria, Borja et d'autres villes [6].

- Printemps : expédition de Jean II Comnène contre les Seldjoukides. Il reprend Laodicée au premier assaut, puis rentre à Constantinople, peut être pour réagir à une seconde tentative de prise du pouvoir par sa sœur Anne Comnène au profit de son mari Nicéphore Bryenne. Le complot échoue et Anne est enfermé dans un couvent. Jean II Comnène repart en campagne et prend Sozopolis en 1120[7]. Début de la reconquête des côtes de Cilicie par Jean II Comnène aux dépens des Seldjoukides (fin en 1137).

- 1er mai : visite à Brioude du pape Calixte II[8].

- 19 juin : Charles le Bon devient comte de Flandre à la mort de Baudouin VII (fin en 1127) ; il doit lutter contre le prétendant Guillaume d’Ypres[9]. Il signe son premier acte, une donation à l’abbaye d’Oudenburg, le 17 juillet[10].

- 28 juin : les chevaliers d’Antioche sont écrasés par les troupes d’Il-Ghazi à la bataille du Champ du Sang (ager sanguinis). Roger de Salerne est tué et Baudouin II de Jérusalem doit prendre la régence d’Antioche et assurer la défense de la ville au prix de plusieurs campagnes[11].

- 8 juillet : ouverture du concile de Toulouse, présidé par le pape Calixte II ; condamnation du manichéisme et des doctrines du prédicateur Pierre de Bruys comme hérétique[12].

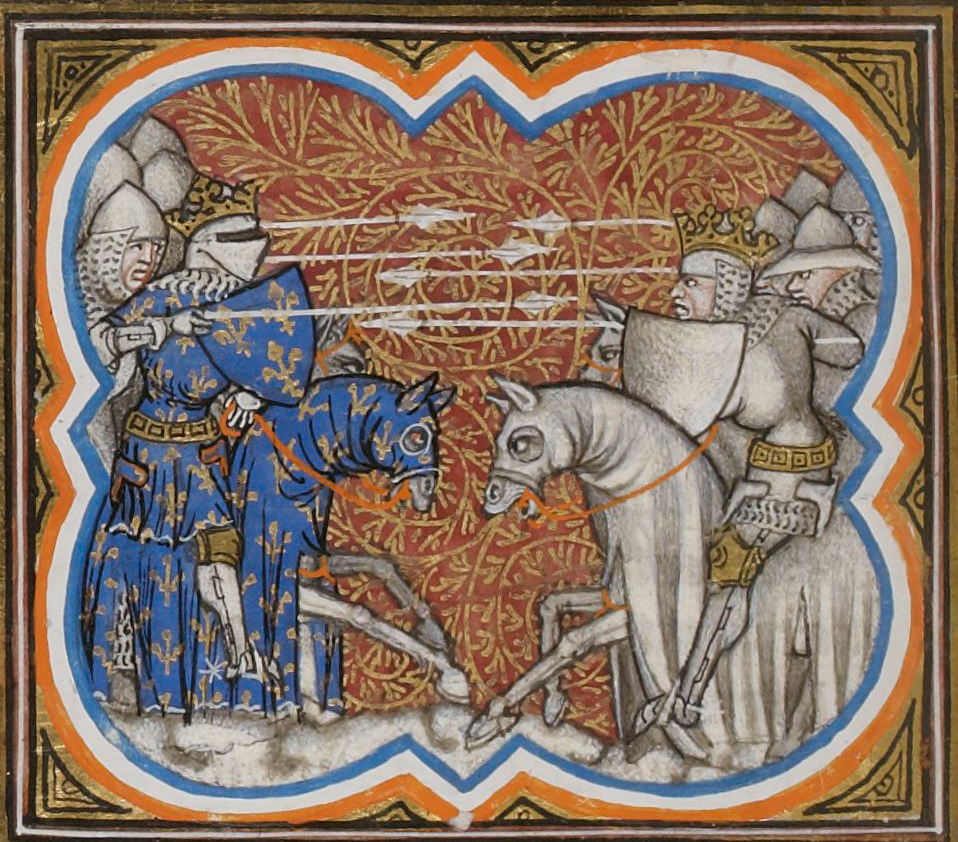
20 août : bataille de Brémule. Miniature des Grandes Chroniques de France de Charles V.

- 20 août : défaite de Louis VI, roi de France face à Henri Ier d’Angleterre à Brémule. Il doit renoncer à soutenir Guillaume Cliton, qui prétend au duché de Normandie au détriment de son oncle Henri Ier, mais obtient grâce à la médiation du pape en contrepartie que Guillaume Adelin, fils ainé du roi d’Angleterre, lui prête hommage pour le duché[13].

- 3 octobre : le pape Calixte II, consacre l'église de l'abbaye de la Sainte-Trinité de Morigny en présence de Guillaume II de Garlande.

- 20-30 octobre[14] : concile de Reims présidé par le pape Calixte II pour tenter de résoudre la querelle des Investitures. Louis VI de France y participe.

- 11 novembre[15] : Calixte II se rend à Gisors où il rencontre Henri Ier Beauclerc. Ce dernier refuse d’accepter le décret de Reims sur les Investitures et de rétablir dans ses fonctions Turstin, archevêque d’York consacré par le pape à Reims le 19 octobre[16].
- 23 décembre : le pape Calixte II approuve à Saulieu la charte de charité (Carta Caritatis) de l’ordre de Cîteaux[17].

- Début de la première guerre entre Pise et Gênes pour la possession de la Corse et de la Sardaigne, après que le pape Gélase II a déclaré en 1118 les évêchés de Corse suffragants de l’archevêque de Pise (fin en 1133)[18].